# Erbsbühl (Autengrün)
Erbsbühl ist eine Wüstung auf dem Gebiet des Marktes Oberkotzau im oberfränkischen Landkreis Hof.
Die Einöde Erbsbühl war ein Ort der damaligen Gemeinde Autengrün. Sie lag unmittelbar an der westlichen Gemeindegrenze zur damaligen Gemeinde Silberbach. In den Amtlichen Ortsverzeichnissen für Bayern wurde der Ort letztmals in der Ausgabe von 1904 erwähnt. Im Zählungsjahr 1900 war die Einöde der Gemeinde Autengrün, die aus einem Wohngebäude bestand und zur protestantischen Pfarrei, Schule und Post in Oberkotzau gehörte, bereits unbewohnt.